# 김장현 (1899년)
김장현(金莊鉉, 1899년 ~ ?)은 일제강점기에 군수를 지낸 관료이다. 함경남도 함흥 출신이며 일제 강점기에 가나모리 쇼히로시(일본어: 金森莊浩)로 창씨개명하였다.

## 생애
1924년부터 함경남도 덕원군 속을, 1931년 12월 함경남도 내무부 지방과 속을, 1932년 8월 함경남도 신흥군 속을 지냈다. 1939년부터 1940년까지 함경남도 삼수군 속으로 근무하면서 함경남도 중평장산농지도구(仲坪場山農指導區) 감독 사무소 기수를 겸했다. 1942년 3월 군수로 승진해 함경남도 갑산군수를 지내다 이듬해 3월 퇴직했다. 1941년 함경남도 함주군 권업과장으로 근무하면서 9월에 훈8등 서보장을 받았다. 퇴직 직전 훈7등 서보장을 받았다.